# بيلي قاي
بيلي قاي (بالإنجليزية: Billy Guy)‏ هو مغني أمريكي، ولد في 20 يونيو 1936 في إتاسكا في الولايات المتحدة، وتوفي في 5 نوفمبر 2002 في مقاطعة كلارك في الولايات المتحدة.

## وصلات خارجية
- بيلي قاي على موقع IMDb (الإنجليزية)
- بيلي قاي على موقع ميوزك برينز (الإنجليزية)
- بيلي قاي على موقع أول ميوزيك (الإنجليزية)
- بيلي قاي على موقع ديسكوغز (الإنجليزية)